# Sfumato
Sfumato je način slikanja koji je dobio ime po talijanskoj riječi fumo, što znači dim. Kao što i samo ime govori, vještim izbjegavanjem oštrih obrisa i graničnih linija, postiže se efekt prozirnog vela koji prekriva tj. zamagljuje čitavu kompoziciju. Leonardo da Vinci je bio prvi umjetnik koji je afirmirao tu tehniku, a posebno je vidljiva na njegovu remek djelu Madonna na stijenama (National Gallery, London). Magličasti veo nježno prekriva glavne likove u prednjem planu, a potok iznad kojeg lebdi para blago prodire iza maglovitih stijena i protječe pokraj špilje u kojoj su smješteni likovi.